# 앵두야 연애하자
"앵두야 연애하자"는 2013년 6월 6일에 개봉된 대한민국의 독립 영화다.

## 줄거리
서른을 앞둔 네 여자들의 사랑과 연애관을 그린 독립 영화다.

## 캐스팅
- 류현경 : 정앵두 역
- 하시은 : 문소영 역
- 강기화 : 이윤진 역
- 한송희 : 엄나은 역
- 지일주 : 김유신 역
- 지승현 : 이길준 역
- 정용희 : 유재민 역
- 줄리안 퀸타르트 : 샘 역
- 배성종 : 김승환 역
- 하은 : 영미 역
- 곽혜덕 : 나은엄마 역
- 최성호 : 훈무 역
- 이건우 : 사촌동생 역
- 조하영 : 하영선배 역
- 고아한 : 기자친구 역
- 신우철 : 은행남 역
- 권동호 : 강동호 역
- 신창주 : 촉새친구 역
- 정도원 : 형사 역
- 김희연 : 알바생 역
- 민경조 : 벌주선배 역
- 이효 : 버스남 역
- 고학찬 : 관장 역
- 배한숙 : 부장샘 역
- 김수정 : 부킹녀 역
- 장지영 : 전미림 역
- 류화정 : 매니저 역
- 토니안 (우정출연)